# Alain Robert

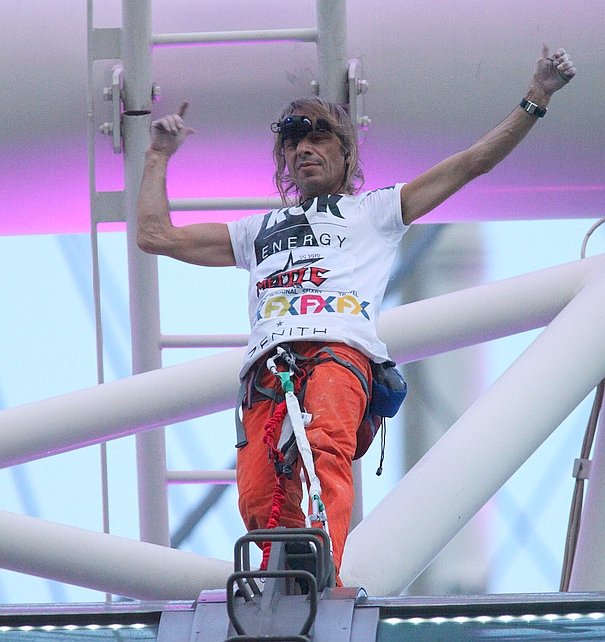
Alain Robert, 2010

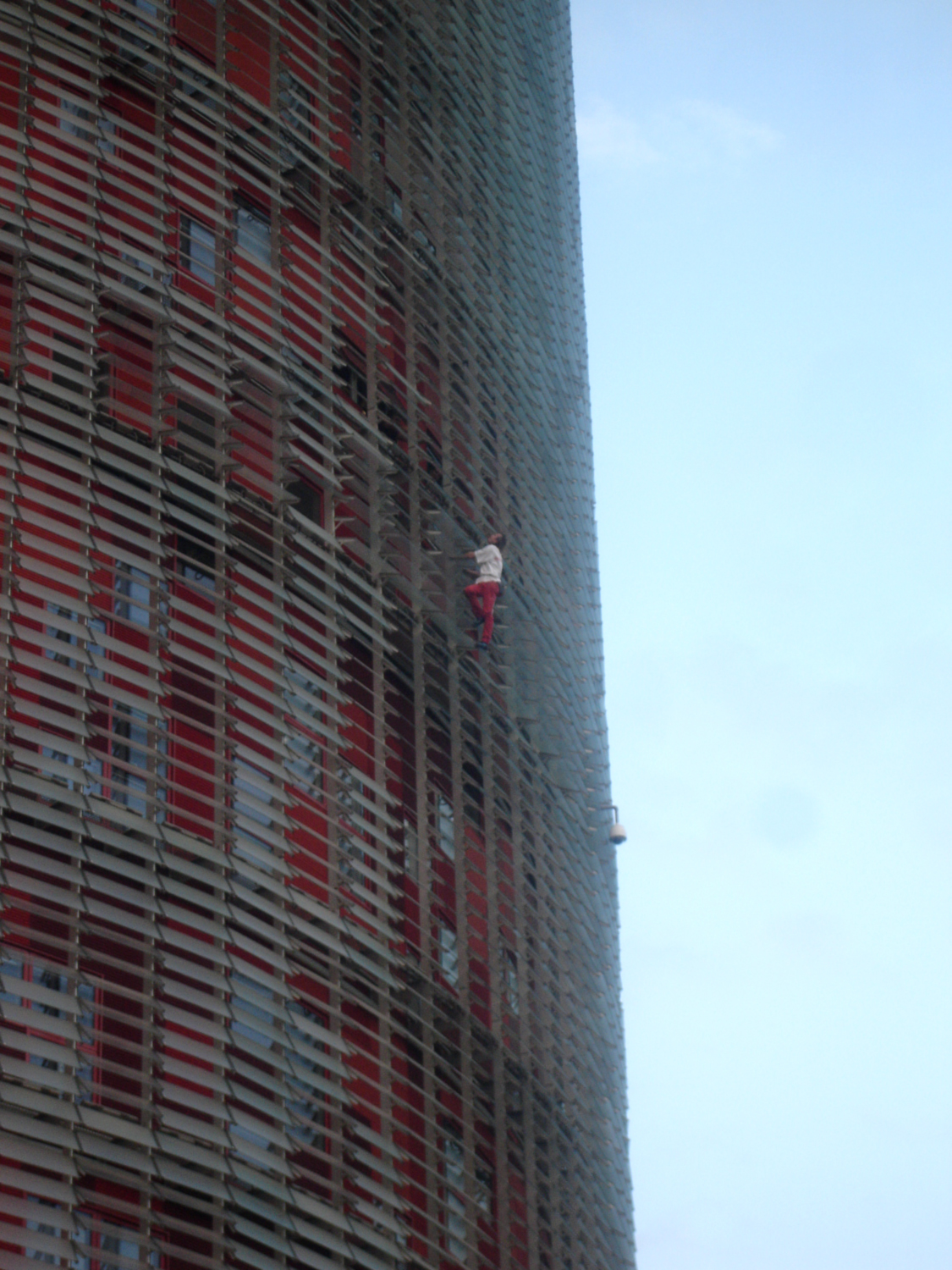
Alain Robert am Torre Agbar in Barcelona (12. September 2007)

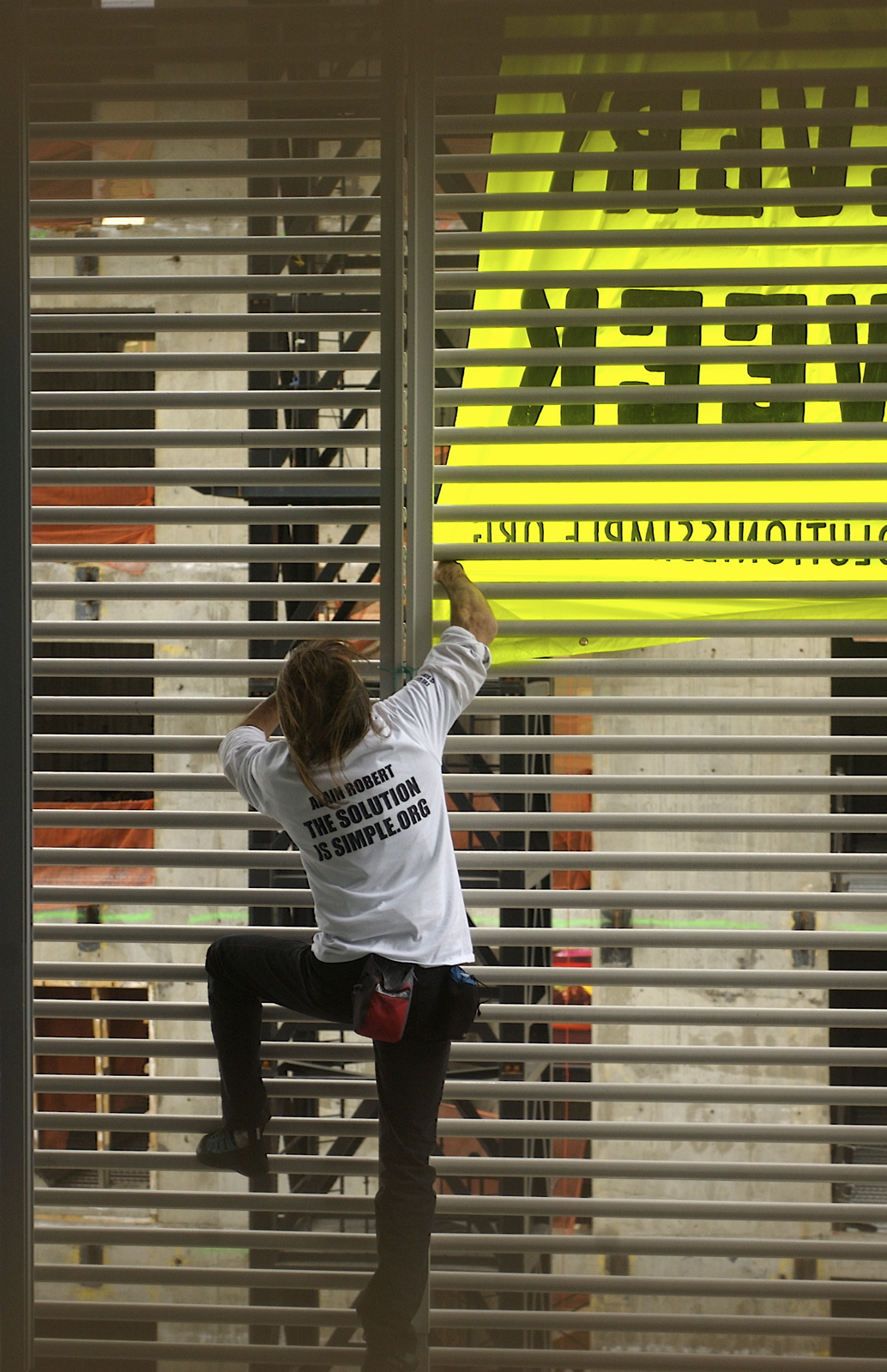
Alain Robert am New York Times Building

Alain Robert (* 7. August 1962 in Digoin) ist ein französischer Freikletterer, der wegen der Besteigung zahlreicher Gebäude im „Free Solo“-Stil als Spiderman auch außerhalb der Kletterszene bekannt ist.

## Leben
Im Januar und September 1982 verunglückte Robert jeweils schwer, als er 15 Meter in die Tiefe stürzte – erst, da eine Schlinge riss, an der das Toprope gesichert war, dann, als sich beim Abseilen ein Knoten löste. Obwohl man ihm eine 66-prozentige Behinderung attestierte und prognostizierte, er werde nie wieder klettern können, tat er dies bereits wieder sechs Monate später.
Robert hat bereits mehr als 70 Wolkenkratzer und Monumente in aller Welt erklommen, unter anderem den Eiffelturm, 1994 das Empire State Building in New York und am 25. Dezember 2004 in vier Stunden den 508 Meter hohen Wolkenkratzer Taipei 101. 1997 und 2007 versuchte Robert die Petronas Towers in Kuala Lumpur zu besteigen, wurde jedoch beide Male auf Höhe des 60. Stockwerks festgenommen. Anfang September 2009 erreichte Robert die Spitze der Petronas Towers, wurde jedoch später wegen seiner als illegal eingestuften Aktion in einem Prozess dazu verurteilt, entweder eine Strafe von 2000 malaysischen Ringgit (rund 500 Euro) zu bezahlen oder eine zweimonatige Freiheitsstrafe zu verbüßen. Robert akzeptierte die Zahlung der Geldstrafe.
Am 8. September 1999 versuchte Robert, den Grande Arche in Paris zu besteigen, scheiterte jedoch und musste in einer spektakulären Rettungsaktion von der Pariser Feuerwehr aus der Gebäudewand gerettet werden. Am 18. Mai 2007 erkletterte er das 106 Meter hohe debis-Haus in Berlin und nur zwei Wochen später, am 31. Mai 2007, den vergleichsweise leicht zu besteigenden 421 Meter hohen Jin-Mao-Tower in Shanghai.
Alain Robert wurde am 13. November 2007 aus China wegen des illegalen Besteigens eines Wolkenkratzers ausgewiesen. Fünf Tage später kletterte er bereits wieder legal in China. Robert wurde dafür von einem örtlichen Reiseveranstalter eingeladen. Er bezwang am 18. November den Berg Tianmenshan in Zentralchina.
Alain Robert klettert nicht allein aus sportlichen Motiven, sondern auch im Rahmen von Veranstaltungen. Größter Erfolg in dieser Hinsicht war am 21. Februar 2003 die Besteigung der Nationalbank in Abu Dhabi mit über 100.000 Zuschauern. Für die Konferenz Education without borders 2007, die vom 25. bis 27. Februar 2007 in Abu Dhabi stattfand, erklomm er am 23. Februar 2007 den New Adia Tower.
Am 6. Juni 2008 erklomm Alain Robert das Gebäude der New York Times im Herzen Manhattans und entrollte auf halber Strecke ein Transparent, auf dem er vor den Folgen der Erderwärmung warnt. Auf dem Transparent war zu lesen, dass aufgrund der globalen Erwärmung jede Woche mehr Menschen sterben als bei den Terroranschlägen am 11. September 2001. Wie bereits in Malaysia im Jahr 2007 wurde er auch hier kurze Zeit danach von der auf dem Dach des Gebäudes wartenden New Yorker Polizei festgenommen.
Das gleiche Transparent entrollte er am 7. Juli 2008, als er das Skyper-Hochhaus in Frankfurt am Main bestiegen hatte. Beim Besteigen des Cheung Kong Center in Hongkong am 17. Februar 2009 trug er ein T-Shirt mit Bezug zur Klimaerwärmung.
Robert will so lange weitermachen, wie es ihm seine körperliche Verfassung erlaubt. „Mir gefällt meine Lebensweise. Ich reise um die ganze Welt und das, was ich tue, erlaubt mir zu leben“, erklärte Robert, der verheiratet ist, drei Kinder hat und in der südfranzösischen Stadt Pézenas lebt.
2009 war Alain Robert in der Dokumentation Der Spinnenmann zu sehen. Davor war er bereits in der Dokumentation Jeremy Clarkson meets the neighbours: France zu sehen.
Am 28. März 2011 bezwang er das höchste Gebäude der Welt, den 828 Meter hohen Burj Khalifa in Dubai, diesmal aufgrund von Auflagen mit Seilsicherung.
Am 28. September 2019 kletterte Robert erneut ohne Erlaubnis das Skyper-Hochhaus in Frankfurt am Main empor, innerhalb von 20 Minuten, und wieder hinab.
Am 23. November 2021 erkletterte Robert erneut das 153,8 Meter hohe Skyper-Hochhaus in Frankfurt am Main, diesmal in Begleitung des 27-jährigen Extremsportlers Leo Urban.
Am 17. September 2022 erklomm Robert einen 187 Meter hohen 48-stöckigen Wolkenkratzer (Tour TotalEnergies) in Paris ohne Sicherung.